# Статут Международного суда ООН
Стату́т Междунаро́дного суда́ ООН — неотъемлемая часть Устава ООН, определяет организационные принципы, порядок деятельности, компетенцию и процедуру Международного Суда ООН. Является правовой основой деятельности Суда.

## История

### Постоянная палата международного правосудия
Первым международным судебным органом, предназначенным для мирного разрешения споров, была Постоянная палата международного правосудия (ППМП), учреждённая в 1920 г. под эгидой Лиги Наций.
Палата была создана и финансировалась Лигой Наций, тем не менее, Палата не являлась частью Лиги, а её Статут не был частью Статута Лиги. Государство, ставшее членом Лиги, не становилось автоматически стороной статута ППМП. С другой стороны, было подписано несколько сотен договоров, предусматривающих юрисдикцию ППМП по спорам, связанным с этими договорами.
В период с 1922 по 1940 г. ППМП вынесла решения по 29 спорам государств и приняла 27 консультативных заключений, из которых почти все были выполнены. Палата также внесла существенный вклад в развитие международного права. Её деятельность была прервана Второй мировой войной, а затем, в 1946 г., вместе с Лигой Наций Палата была распущена. Преемником Палаты стал Международный суд ООН.

### Учреждение Международного суда ООН
9 октября 1944 по завершении Думбартон-Окской конференции были приняты «Предложения относительно создания всеобщей международной организации», содержавшие в том числе положения об учреждении в рамках такой организации международного судебного органа. Для подготовки проекта статута будущего судебного органа Соединенные Штаты Америки от имени четырёх государств, представленных в Думбартон-Оксе, в апреле 1945 года созвали в Вашингтоне Комитет юристов Объединенных Наций, состоявший из представителей 44 государств. Проект, разработанный этим комитетом на основе Статута ППМП, был представлен Конференции Объединенных Наций по созданию международной организации, открывшейся 25 апреля 1945 года в Сан-Франциско.
На этой Конференции было принято решение создать новый судебный орган, который в соответствии с окончательно принятой статьей 92 Устава Организации Объединенных Наций «является главным судебным органом Организации Объединенных Наций» и
действует в соответствии со своим Статутом. В соответствии с тем же положением Статут Международного Суда, прилагаемый к Уставу Организации Объединенных Наций, образует неотъемлемую часть Устава. Статут был принят единогласно вместе с Уставом по завершении Конференции 25 июня 1945 года и вступил в силу в соответствии с пунктом 3 статьи 110 Устава 24 октября 1945 года.
Впервые Суд собрался 3 апреля 1946 года во Дворце мира и 6 апреля избрал своего Председателя, Вице-председателя и Секретаря. Первым Председателем Суда был избран судья Хосе Густаво Герреро (Сальвадор), который был Председателем ППМП вплоть до её роспуска. 18 апреля 1946 года Международный Суд провёл своё первое публичное заседание.

## Устав ООН о Международном Суде
Устав ООН содержит Главу XIV «Международный Суд», состоящую из пяти статей (статьи 92 — 96), в которых определены общие наиболее важные положения, касающиеся Суда.
Статья 92 устанавливает:

Международный Суд является главным судебным органом Организации Объединенных Наций. Он действует в соответствии с прилагаемым Статутом, который основан на Статуте Постоянной Палаты Международного Правосудия и образует неотъемлемую часть настоящего Устава. 
Статья 93 п.1 определяет, что все государства — члены ООН являются ipso facto участниками статута Суда. В этом состоит существенное отличие от того положения дел, что существовало при Лиге наций, когда государство — член Лиги могло не быть участником статута ППМП.
Согласно статье 93 п.2, государство, не являющееся членом ООН, также может стать участником статута на условиях, которые определяются в каждом отдельном случае Генеральной Ассамблеей по рекомендации Совета Безопасности.
Статья 94 обязывает государства выполнять решения Суда по тем делам, в которых они являются сторонами. В тех случаях, когда какая-либо сторона в деле не выполнит решение Суда, другая сторона может обратиться в Совет Безопасности, который в свою очередь может сделать рекомендации или принять меры для приведения решения в исполнение.
Статья 96 предоставляет Генеральной Ассамблее и Совету Безопасности право запрашивать от Международного Суда консультативные заключения по любому юридическому вопросу. Другие органы и специализированные организации ООН, получившие соответствующее разрешение Генеральной Ассамблеи, также могут запрашивать консультативные заключения, но лишь по таким юридическим вопросам, которые возникают в пределах их круга деятельности.

## Структура и состав Статута
Статут делится на 5 глав и содержит в общей сложности 70 статей.
Статут начинается со статьи 1, провозглашающей:

Международный Суд, учреждённый Уставом Объединенных Наций в качестве главного судебного органа Объединенных Наций, образуется и действует в соответствии с нижеследующими постановлениями настоящего Статута.

Остальные 69 статей сгруппированы в пяти главах:
- Глава I: Организация суда (статьи 2-33)
- Глава II: Компетенция суда (статьи 34-38)
- Глава III: Судопроизводство (статьи 39-64)
- Глава IV: Консультативные заключения (статьи 65-68)
- Глава V: Поправки (статьи 69-70).

## Содержание Статута

### ГЛАВА I: Организация Суда
Статьи 2—33 Статута регламентируют организацию Суда.
Суд состоит из 15 членов, при этом «в его составе не может быть двух граждан одного и того же государства». Выдвижение кандидатов производится не государствами, а национальными группами Постоянной палаты третейского суда. Выборы членов Суда независимо друг от друга производят Генеральная Ассамблея и Совет Безопасности Суда.
Судьи избираются на 9 лет и могут быть переизбраны (ст. 13). Им не разрешается исполнять какие-либо политические или административные обязанности, они «не могут посвящать себя никакому другому занятию профессионального характера». При исполнении своих судебных обязанностей судьи пользуются дипломатическими привилегиями и иммунитетами. Суд избирает своего Председателя и Вице-председателя на три года; впоследствии они могут быть переизбраны (ст. 21).
Местопребыванием Суда устанавливается Гаага, однако Суду не запрещается «заседать и выполнять свои функции в других местах во всех случаях, когда Суд найдёт это желательным» (ст. 22). Суд может заседать либо в полном составе, либо образовывать камеры в составе трёх или более судей.
Статья 31 содержит постановления относительно права стороны (государства) быть представленной в Суде судьёй, состоящим в её гражданстве. Если в составе Суда уже имеются судьи, состоящие в гражданстве как одной, так и другой стороны, то эти судьи «сохраняют право участвовать в заседаниях по производящемуся в Суде делу». Если в Суде нет судьи, имеющего гражданство какой-то из сторон, то она имеет право избрать судью для участия в данном деле. Избираемые таким образом судьи «участвуют в принятии решений на равных правах с их коллегами».
Статья 32 регулирует вопросы, связанные с денежным содержанием членов Суда и его Председателя, Вице-председателя и Секретаря, а статья 33 определяет, что расходы Суда несут Объединённые Нации.

### ГЛАВА II: Компетенция Суда
Статьи 34—38 Статута регламентируют компетенцию Суда.
Статья 34 устанавливает общее положение, согласно которому только государства могут быть сторонами дела, разбираемого судом. Отсюда, в частности, следует, что ООН не имеет права выступать с жалобами перед своим главным судебным органом.
Статья 36 регулирует вопросы юрисдикции Суда по конкретным спорам. В п. 1 и п. 2 данной статьи указаны три способа, с помощью которых в Суде может быть возбуждено дело. К таковым относятся:
- Возбуждение дела по согласию сторон.
- Возбуждение дела на основании ранее заключённого договора, предусматривающего передачу споров определённой категории на рассмотрение Суда путём одностороннего заявления одной из сторон.
- Возбуждение дела на основании заявления государства-участника Статута Суда о признании юрисдикции Суда обязательной в отношении любого другого государства, взявшего на себя такое же обязательство.

Вместе с тем статья 36, п. 6 Статута поясняет, что «в случае спора о подсудности дела Суду вопрос разрешается определением Суда».
Статья 38, которую полагают одной из самых важных в Статуте, в п. 1 указывает источники права, применяемые судом. В дополнение к ним ст. 38, п. 2 предоставляет Суду право «разрешать дело ex aequo et bono, если стороны с этим согласны».

### ГЛАВА III: Судопроизводство
Статьи главы определяют процедуры и порядок судопроизводства.
В качестве официальных языков Суда установлены французский и английский (ст. 39, п. 1). Однако по ходатайству любой из сторон Суд обязан предоставить ей право пользоваться другим языком, помимо французского и английского (ст. 39, п. 3).
Слушания в Суде производятся публично, если «не последовало иного решения Суда или если стороны не требуют, чтобы публика не была допущена» (ст. 46), а совещания Суда от публики закрыты и сохраняются в тайне (ст. 54, п. 3). При этом «все вопросы разрешаются большинством голосов присутствующих судей» (ст. 55, п. 1), причём в случае равенства количества голосов «голос Председателя или замещающего его Судьи дает перевес» (ст. 55, п. 1).
Статья 60 устанавливает, что решение Суда окончательно и обжалованию не подлежит. В то же время допускается обращение к Суду с просьбой о пересмотре решения, но «лишь на основании вновь открывшихся обстоятельств, которые по своему характеру могут оказать решающее влияние на исход дела и которые при вынесении решения не были известны ни Суду, ни стороне, просящей о пересмотре, при том непременном условии, что такая неосведомленность не была следствием небрежности» (ст. 61, п. 1). Просьба о пересмотре дела должна быть заявлена до истечения шестимесячного срока после открытия новых обстоятельств (ст. 61, п. 4); в любом случае возможность подачи просьбы ограничивается десятью годами с момента вынесения решения (ст. 61, п. 5).
Статья 41 своим содержанием выделяется среди остальных статей главы III, касаясь вопроса более важного, чем вопрос процедуры. Данная статья предоставляет Суду право указать «временные меры, которые должны быть приняты для обеспечения прав каждой из сторон» с немедленным доведением сообщения о предлагаемых мерах до сведения сторон и Совета Безопасности.

### ГЛАВА IV: Консультативные заключения
Статьи 65—68 содержат предписания относительно того, что может быть предметом консультативных заключений Суда. Статья 65 утверждает общий принцип, состоящий в том, что «Суд может давать консультативные заключения по любому юридическому вопросу, по запросу любого учреждения, уполномоченного делать такие запросы самим Уставом Объединенных Наций или согласно этому Уставу».

### ГЛАВА V: Поправки
Статьи 69 и 70, составляющие главу V, говорят о поправках к Уставу. Так как Статут представляет собой неотъемлемую часть Устава ООН, ст. 69 определяет, что поправки к Статуту вводятся в том же порядке, что и поправки к Уставу. Кроме того, учитывая, что участниками Статута могут быть государства, не состоящие членами ООН, ст. 69 устанавливает, что порядок внесения поправок к Статуту подлежит действию всех правил, установленных в отношении этих государств Генеральной Ассамблеей.
Заключительная статья Статута (ст. 70) предоставляет Суду право самому́ предлагать поправки к Статуту, внося их в письменном виде Генеральному секретарю ООН.

### Комментарии
1. ↑   ipso facto (лат.  ipso facto — буквально «самим фактом»)  — в силу самого факта, в силу одного этого или само по себе[5].
2. ↑   Именно таким было положение СССР с 1934 по 1939 г.
3. ↑  До того, как стать членами ООН, на определённых таким образом условиях участниками Статута были Швейцария (1948—2002), Лихтенштейн (1950—1990), Сан-Марино (1954—1992), Япония (1954—1956) и Науру (1988—1999). По состоянию на 2014 г. участниками Статута являются только государства — члены ООН[6].
4. ↑   В настоящее время право запрашивать консультативные заключения предоставлено трём органам (Экономический и Социальный Совет, Совет по опеке и Межсессионный комитет Генеральной Ассамблеи) и 16-ти учреждениям ООН (ЮНЕСКО, Международная организация труда, Всемирная организация здравоохранения, Всемирный банк, Международная организация гражданской авиации и др.)[7].
5. ↑   Такие судьи обычно именуются судьями ad hoc.
6. ↑   ex aequo et bono — по справедливости. То есть, в этом случае при вынесении решения Суд не связан нормами права, а руководствуется соображениями справедливости и здравого смысла[9].
7. ↑   Заключение Суда носит лишь совещательный характер и как таковое не имеет обязательной силы[8].